# Pallavolo ai Giochi della XXXIII Olimpiade - Qualificazioni al torneo femminile
Le qualificazioni di pallavolo femminile ai Giochi della XXXIII Olimpiade si sono svolte dal 16 al 24 settembre 2023: ai tornei hanno partecipato ventiquattro squadre nazionali e sei si sono qualificate ai Giochi della XXXIII Olimpiade.

## Regolamento

### Formula
La formula ha previsto una fase a gironi, disputata con girone all'italiana: le prime due classificate di ogni girone si sono qualificate per i Giochi della XXXIII Olimpiade.

### Criteri di classifica
Se il risultato finale è stato di 3-0 o 3-1 sono stati assegnati 3 punti alla squadra vincente e 0 a quella sconfitta, se il risultato finale è stato di 3-2 sono stati assegnati 2 punti alla squadra vincente e 1 a quella sconfitta.
L'ordine del posizionamento in classifica è stato definito in base a:
- Numero di partite vinte;
- Punti;
- Ratio dei set vinti/persi;
- Ratio dei punti realizzati/subiti;
- Risultati degli scontri diretti.

## Squadre partecipanti
Le squadre sono state definite in base al FIVB World Rankings del 18 settembre 2022; non partecipano la Francia, paese organizzatore, e la Russia, esclusa a seguito dell'invasione in Ucraina.
| Squadra         | Qualificazione              |
| --------------- | --------------------------- |
| Argentina       | 22ª nel FIVB World Rankings |
| Belgio          | 11ª nel FIVB World Rankings |
| Brasile         | 3ª nel FIVB World Rankings  |
| Bulgaria        | 16ª nel FIVB World Rankings |
| Canada          | 14ª nel FIVB World Rankings |
| Cina            | 5ª nel FIVB World Rankings  |
| Colombia        | 19ª nel FIVB World Rankings |
| Corea del Sud   | 23ª nel FIVB World Rankings |
| Germania        | 13ª nel FIVB World Rankings |
| Giappone        | 6ª nel FIVB World Rankings  |
| Italia          | 2ª nel FIVB World Rankings  |
| Messico         | 20ª nel FIVB World Rankings |
| Paesi Bassi     | 12ª nel FIVB World Rankings |
| Perù            | 26ª nel FIVB World Rankings |
| Polonia         | 10ª nel FIVB World Rankings |
| Porto Rico      | 17ª nel FIVB World Rankings |
| Rep. Ceca       | 18ª nel FIVB World Rankings |
| Rep. Dominicana | 9ª nel FIVB World Rankings  |
| Serbia          | 1ª nel FIVB World Rankings  |
| Slovenia        | 25ª nel FIVB World Rankings |
| Stati Uniti     | 4ª nel FIVB World Rankings  |
| Thailandia      | 15ª nel FIVB World Rankings |
| Turchia         | 7ª nel FIVB World Rankings  |
| Ucraina         | 24ª nel FIVB World Rankings |

## Torneo
I gironi sono stati sorteggiati il 17 marzo 2023 a Losanna.
| Girone A        | Girone B   | Girone C      |
| --------------- | ---------- | ------------- |
| Canada          | Argentina  | Colombia      |
| Cina            | Belgio     | Corea del Sud |
| Messico         | Brasile    | Germania      |
| Paesi Bassi     | Bulgaria   | Italia        |
| Rep. Ceca       | Giappone   | Polonia       |
| Rep. Dominicana | Perù       | Slovenia      |
| Serbia          | Porto Rico | Stati Uniti   |
| Ucraina         | Turchia    | Thailandia    |

### Girone A

#### Risultati
| 16 settembre 2023 Beilun Gymnasium, Ningbo Durata: 1h:16 - Spettatori: 3 905 | Serbia          | 3 - 0 | Messico         | 25-16, 25-19, 25-23               |
| 16 settembre 2023 Beilun Gymnasium, Ningbo Durata: 2h:24 - Spettatori: 4 300 | Rep. Dominicana | 2 - 3 | Rep. Ceca       | 21-25, 25-21, 21-25, 26-24, 12-15 |
| 16 settembre 2023 Beilun Gymnasium, Ningbo Durata: 2h:13 - Spettatori: 3 750 | Paesi Bassi     | 2 - 3 | Canada          | 30-32, 25-19, 25-15, 17-25, 13-15 |
| 16 settembre 2023 Beilun Gymnasium, Ningbo Durata: 1h:19 - Spettatori: 7 800 | Cina            | 3 - 0 | Ucraina         | 25-21, 25-18, 25-21               |
| 17 settembre 2023 Beilun Gymnasium, Ningbo Durata: 1h:12 - Spettatori: 4 250 | Paesi Bassi     | 3 - 0 | Rep. Ceca       | 25-13, 25-18, 25-21               |
| 17 settembre 2023 Beilun Gymnasium, Ningbo Durata: 2h:06 - Spettatori: 5 600 | Rep. Dominicana | 3 - 2 | Canada          | 25-17, 22-25, 23-25, 25-18, 15-12 |
| 17 settembre 2023 Beilun Gymnasium, Ningbo Durata: 1h:10 - Spettatori: 6 150 | Serbia          | 3 - 0 | Ucraina         | 25-18, 25-18, 25-16               |
| 17 settembre 2023 Beilun Gymnasium, Ningbo Durata: 0h:59 - Spettatori: 7 850 | Cina            | 3 - 0 | Messico         | 25-14, 25-18, 25-7                |
| 19 settembre 2023 Beilun Gymnasium, Ningbo Durata: 1h:11 - Spettatori: 3 200 | Serbia          | 3 - 0 | Canada          | 25-19, 25-17, 25-21               |
| 19 settembre 2023 Beilun Gymnasium, Ningbo Durata: 1h:25 - Spettatori: 2 850 | Rep. Dominicana | 3 - 0 | Ucraina         | 25-17, 25-21, 31-29               |
| 19 settembre 2023 Beilun Gymnasium, Ningbo Durata: 1h:11 - Spettatori: 1 400 | Paesi Bassi     | 3 - 0 | Messico         | 25-18, 25-18, 25-17               |
| 19 settembre 2023 Beilun Gymnasium, Ningbo Durata: 1h:17 - Spettatori: 7 100 | Cina            | 3 - 0 | Rep. Ceca       | 25-12, 25-16, 25-23               |
| 20 settembre 2023 Beilun Gymnasium, Ningbo Durata: 1h:18 - Spettatori: 2 700 | Paesi Bassi     | 3 - 0 | Ucraina         | 25-23, 25-21, 25-16               |
| 20 settembre 2023 Beilun Gymnasium, Ningbo Durata: 1h:17 - Spettatori: 3 200 | Rep. Dominicana | 3 - 0 | Messico         | 25-17, 27-25, 25-16               |
| 20 settembre 2023 Beilun Gymnasium, Ningbo Durata: 1h:50 - Spettatori: 1 650 | Serbia          | 3 - 1 | Rep. Ceca       | 25-20, 25-22, 30-32, 25-20        |
| 20 settembre 2023 Beilun Gymnasium, Ningbo Durata: 2h:08 - Spettatori: 7 800 | Cina            | 2 - 3 | Canada          | 26-28, 25-15, 23-25, 25-22, 15-17 |
| 22 settembre 2023 Beilun Gymnasium, Ningbo Durata: 1h:45 - Spettatori: 3 200 | Serbia          | 1 - 3 | Rep. Dominicana | 23-25, 25-18, 23-25, 17-25        |
| 22 settembre 2023 Beilun Gymnasium, Ningbo Durata: 1h:39 - Spettatori: 2 600 | Canada          | 3 - 1 | Ucraina         | 25-22, 23-25, 25-12, 25-11        |
| 22 settembre 2023 Beilun Gymnasium, Ningbo Durata: 1h:50 - Spettatori: 1 200 | Rep. Ceca       | 3 - 1 | Messico         | 25-17, 25-19, 18-25, 29-27        |
| 22 settembre 2023 Beilun Gymnasium, Ningbo Durata: 2h:15 - Spettatori: 7 800 | Cina            | 2 - 3 | Paesi Bassi     | 25-18, 26-24, 19-25, 24-26, 13-15 |
| 23 settembre 2023 Beilun Gymnasium, Ningbo Durata: 1h:37 - Spettatori: 2 600 | Rep. Ceca       | 1 - 3 | Ucraina         | 25-12, 23-25, 18-25, 15-25        |
| 23 settembre 2023 Beilun Gymnasium, Ningbo Durata: 1h:17 - Spettatori: 5 800 | Canada          | 3 - 0 | Messico         | 25-22, 25-22, 25-17               |
| 23 settembre 2023 Beilun Gymnasium, Ningbo Durata: 1h:14 - Spettatori: 6 200 | Serbia          | 3 - 0 | Paesi Bassi     | 25-19, 25-16, 25-20               |
| 23 settembre 2023 Beilun Gymnasium, Ningbo Durata: 1h:42 - Spettatori: 7 900 | Cina            | 1 - 3 | Rep. Dominicana | 23-25, 25-21, 14-25, 14-25        |
| 24 settembre 2023 Beilun Gymnasium, Ningbo Durata: 1h:43 - Spettatori: 4 300 | Messico         | 1 - 3 | Ucraina         | 12-25, 22-25, 25-22, 19-25        |
| 24 settembre 2023 Beilun Gymnasium, Ningbo Durata: 1h:15 - Spettatori: 5 100 | Canada          | 3 - 0 | Rep. Ceca       | 25-20, 25-19, 25-21               |
| 24 settembre 2023 Beilun Gymnasium, Ningbo Durata: 1h:57 - Spettatori: 5 300 | Rep. Dominicana | 3 - 2 | Paesi Bassi     | 25-20, 20-25, 25-19, 23-25, 15-12 |
| 24 settembre 2023 Beilun Gymnasium, Ningbo Durata: 1h:42 - Spettatori: 7 950 | Cina            | 3 - 1 | Serbia          | 23-25, 25-22, 25-14, 25-22        |

#### Classifica
| Pos | Squadra         | Pt | G | V | P | SV | SP | Ratio | PF  | PS  | Ratio |
| --- | --------------- | -- | - | - | - | -- | -- | ----- | --- | --- | ----- |
| 1.  | Rep. Dominicana | 17 | 7 | 6 | 1 | 20 | 9  | 2,222 | 670 | 597 | 1,122 |
| 2.  | Serbia          | 15 | 7 | 5 | 2 | 17 | 7  | 2,428 | 576 | 507 | 1,136 |
| 3.  | Canada          | 14 | 7 | 5 | 2 | 17 | 11 | 1,545 | 615 | 600 | 1,025 |
| 4.  | Cina            | 14 | 7 | 4 | 3 | 17 | 10 | 1,700 | 620 | 544 | 1,139 |
| 5.  | Paesi Bassi     | 13 | 7 | 4 | 3 | 16 | 11 | 1,454 | 599 | 561 | 1,067 |
| 6.  | Ucraina         | 6  | 7 | 2 | 5 | 7  | 17 | 0,411 | 493 | 563 | 0,875 |
| 7.  | Rep. Ceca       | 5  | 7 | 2 | 5 | 8  | 18 | 0,444 | 545 | 610 | 0,893 |
| 8.  | Messico         | 0  | 7 | 0 | 7 | 2  | 21 | 0,095 | 435 | 571 | 0,761 |

      Qualificata ai Giochi della XXXIII Olimpiade.

### Girone B

#### Risultati
| 16 settembre 2023 Ariake Coliseum, Tokyo Durata: 1h:23 - Spettatori: 941    | Belgio     | 3 - 0 | Bulgaria   | 25-19, 26-24, 25-21               |
| 16 settembre 2023 Ariake Coliseum, Tokyo Durata: 1h:05 - Spettatori: 2 272  | Turchia    | 3 - 0 | Porto Rico | 25-19, 25-16, 25-14               |
| 16 settembre 2023 Ariake Coliseum, Tokyo Durata: 1h:16 - Spettatori: 4 769  | Brasile    | 3 - 0 | Argentina  | 25-17, 25-20, 25-22               |
| 16 settembre 2023 Ariake Coliseum, Tokyo Durata: 1h:03 - Spettatori: 9 294  | Giappone   | 3 - 0 | Perù       | 25-9, 25-19, 25-15                |
| 17 settembre 2023 Ariake Coliseum, Tokyo Durata: 1h:48 - Spettatori: 1 134  | Belgio     | 1 - 3 | Porto Rico | 25-20, 23-25, 19-25, 19-25        |
| 17 settembre 2023 Ariake Coliseum, Tokyo Durata: 1h:16 - Spettatori: 2 144  | Turchia    | 3 - 0 | Bulgaria   | 25-20, 25-19, 25-15               |
| 17 settembre 2023 Ariake Coliseum, Tokyo Durata: 1h:04 - Spettatori: 4 541  | Brasile    | 3 - 0 | Perù       | 25-14, 25-13, 25-15               |
| 17 settembre 2023 Ariake Coliseum, Tokyo Durata: 1h:13 - Spettatori: 8 788  | Giappone   | 3 - 0 | Argentina  | 25-18, 25-18, 25-23               |
| 19 settembre 2023 Ariake Coliseum, Tokyo Durata: 1h:23 - Spettatori: 561    | Belgio     | 0 - 3 | Argentina  | 21-25, 20-25, 18-25               |
| 19 settembre 2023 Ariake Coliseum, Tokyo Durata: 1h:46 - Spettatori: 1 327  | Turchia    | 3 - 1 | Perù       | 25-18, 25-27, 25-17, 29-27        |
| 19 settembre 2023 Ariake Coliseum, Tokyo Durata: 2h:06 - Spettatori: 2 588  | Brasile    | 3 - 2 | Bulgaria   | 25-13, 22-25, 27-29, 25-21, 15-8  |
| 19 settembre 2023 Ariake Coliseum, Tokyo Durata: 1h:14 - Spettatori: 7 789  | Giappone   | 3 - 0 | Porto Rico | 25-23, 25-21, 25-13               |
| 20 settembre 2023 Ariake Coliseum, Tokyo Durata: 1h:11 - Spettatori: 522    | Belgio     | 3 - 0 | Perù       | 25-12, 25-13, 25-21               |
| 20 settembre 2023 Ariake Coliseum, Tokyo Durata: 1h:39 - Spettatori: 1 327  | Turchia    | 3 - 0 | Argentina  | 25-16, 22-25, 25-15, 25-15        |
| 20 settembre 2023 Ariake Coliseum, Tokyo Durata: 1h:04 - Spettatori: 2 623  | Brasile    | 3 - 0 | Porto Rico | 25-21, 25-15, 25-9                |
| 20 settembre 2023 Ariake Coliseum, Tokyo Durata: 1h:07 - Spettatori: 7 862  | Giappone   | 3 - 0 | Bulgaria   | 25-20, 25-13, 25-11               |
| 22 settembre 2023 Ariake Coliseum, Tokyo Durata: 2h:10 - Spettatori: 605    | Porto Rico | 3 - 2 | Argentina  | 28-30, 19-25, 25-19, 25-23, 15-8  |
| 22 settembre 2023 Ariake Coliseum, Tokyo Durata: 1h:14 - Spettatori: 1 229  | Bulgaria   | 3 - 0 | Perù       | 25-13, 25-18, 25-16               |
| 22 settembre 2023 Ariake Coliseum, Tokyo Durata: 1h:25 - Spettatori: 3 418  | Brasile    | 0 - 3 | Turchia    | 21-25, 27-29, 19-25               |
| 22 settembre 2023 Ariake Coliseum, Tokyo Durata: 1h:14 - Spettatori: 9 807  | Giappone   | 3 - 0 | Belgio     | 28-26, 25-18, 25-14               |
| 23 settembre 2023 Ariake Coliseum, Tokyo Durata: 1h:24 - Spettatori: 1 074  | Porto Rico | 3 - 0 | Perù       | 26-24, 25-22, 25-21               |
| 23 settembre 2023 Ariake Coliseum, Tokyo Durata: 2h:05 - Spettatori: 2 545  | Bulgaria   | 2 - 3 | Argentina  | 14-25, 25-14, 20-25, 25-19, 16-18 |
| 23 settembre 2023 Ariake Coliseum, Tokyo Durata: 1h:13 - Spettatori: 5 658  | Brasile    | 3 - 0 | Belgio     | 25-18, 25-14, 25-20               |
| 23 settembre 2023 Ariake Coliseum, Tokyo Durata: 1h:40 - Spettatori: 10 250 | Giappone   | 1 - 3 | Turchia    | 25-22, 22-25, 24-26, 12-25        |
| 24 settembre 2023 Ariake Coliseum, Tokyo Durata: 1h:34 - Spettatori: 1 351  | Bulgaria   | 1 - 3 | Porto Rico | 14-25, 25-20, 18-25, 12-25        |
| 24 settembre 2023 Ariake Coliseum, Tokyo Durata: 1h:41 - Spettatori: 2 452  | Argentina  | 3 - 2 | Perù       | 20-25, 25-12, 10-25, 25-18, 15-10 |
| 24 settembre 2023 Ariake Coliseum, Tokyo Durata: 1h:11 - Spettatori: 5 643  | Turchia    | 3 - 0 | Belgio     | 25-14, 25-20, 25-21               |
| 24 settembre 2023 Ariake Coliseum, Tokyo Durata: 2h:05 - Spettatori: 10 213 | Giappone   | 2 - 3 | Brasile    | 21-25, 25-22, 25-27, 25-15, 10-15 |

#### Classifica
| Pos | Squadra    | Pt | G | V | P | SV | SP | Ratio | PF  | PS  | Ratio |
| --- | ---------- | -- | - | - | - | -- | -- | ----- | --- | --- | ----- |
| 1.  | Turchia    | 21 | 7 | 7 | 0 | 21 | 3  | 7,000 | 603 | 468 | 1,288 |
| 2.  | Brasile    | 16 | 7 | 6 | 1 | 18 | 7  | 2,571 | 585 | 479 | 1,221 |
| 3.  | Giappone   | 16 | 7 | 5 | 2 | 18 | 6  | 3,000 | 567 | 463 | 1,225 |
| 4.  | Porto Rico | 11 | 7 | 4 | 3 | 12 | 13 | 0,923 | 529 | 552 | 0,958 |
| 5.  | Argentina  | 8  | 7 | 3 | 4 | 12 | 16 | 0,750 | 565 | 608 | 0,929 |
| 6.  | Belgio     | 6  | 7 | 2 | 5 | 7  | 15 | 0,467 | 461 | 508 | 0,907 |
| 7.  | Bulgaria   | 5  | 7 | 1 | 6 | 8  | 18 | 0,444 | 502 | 583 | 0,861 |
| 8.  | Perù       | 1  | 7 | 0 | 7 | 3  | 21 | 0,143 | 424 | 575 | 0,737 |

      Qualificata ai Giochi della XXXIII Olimpiade.

### Girone C

#### Risultati
| 16 settembre 2023 Atlas Arena, Łódź Durata: 1h:04 - Spettatori: 474    | Stati Uniti   | 3 - 0 | Colombia      | 25-12, 25-12, 25-13               |
| 16 settembre 2023 Atlas Arena, Łódź Durata: 1h:12 - Spettatori: 805    | Germania      | 3 - 0 | Thailandia    | 25-22, 25-22, 25-20               |
| 16 settembre 2023 Atlas Arena, Łódź Durata: 1h:21 - Spettatori: 5 735  | Polonia       | 3 - 0 | Slovenia      | 25-18, 25-15, 25-22               |
| 16 settembre 2023 Atlas Arena, Łódź Durata: 1h:05 - Spettatori: 237    | Italia        | 3 - 0 | Corea del Sud | 25-11, 25-20, 25-17               |
| 17 settembre 2023 Atlas Arena, Łódź Durata: 1h:44 - Spettatori: 275    | Germania      | 3 - 1 | Colombia      | 23-25, 28-26, 25-19, 25-14        |
| 17 settembre 2023 Atlas Arena, Łódź Durata: 1h:08 - Spettatori: 774    | Stati Uniti   | 3 - 0 | Thailandia    | 25-13, 25-16, 25-18               |
| 17 settembre 2023 Atlas Arena, Łódź Durata: 1h:45 - Spettatori: 4 231  | Polonia       | 3 - 1 | Corea del Sud | 25-22, 24-26, 25-21, 25-9         |
| 17 settembre 2023 Atlas Arena, Łódź Durata: 1h:12 - Spettatori: 351    | Italia        | 3 - 0 | Slovenia      | 25-15, 25-15, 25-17               |
| 19 settembre 2023 Atlas Arena, Łódź Durata: 2h:02 - Spettatori: 223    | Germania      | 3 - 2 | Corea del Sud | 25-13, 25-21, 23-25, 22-25, 15-7  |
| 19 settembre 2023 Atlas Arena, Łódź Durata: 1h:38 - Spettatori: 313    | Italia        | 3 - 1 | Thailandia    | 25-19, 21-25, 25-22, 25-18        |
| 19 settembre 2023 Atlas Arena, Łódź Durata: 1h:19 - Spettatori: 3 073  | Polonia       | 3 - 0 | Colombia      | 25-21, 25-21, 25-13               |
| 19 settembre 2023 Atlas Arena, Łódź Durata: 1h:23 - Spettatori: 393    | Stati Uniti   | 3 - 1 | Slovenia      | 25-13, 25-13, 20-25, 25-13        |
| 20 settembre 2023 Atlas Arena, Łódź Durata: 1h:10 - Spettatori: 326    | Italia        | 3 - 0 | Colombia      | 25-15, 25-20, 25-20               |
| 20 settembre 2023 Atlas Arena, Łódź Durata: 1h:40 - Spettatori: 687    | Stati Uniti   | 3 - 1 | Corea del Sud | 20-25, 25-17, 25-19, 25-17        |
| 20 settembre 2023 Atlas Arena, Łódź Durata: 1h:55 - Spettatori: 4 380  | Polonia       | 2 - 3 | Thailandia    | 18-25, 25-7, 22-25, 25-23, 12-15  |
| 20 settembre 2023 Atlas Arena, Łódź Durata: 1h:57 - Spettatori: 399    | Germania      | 3 - 2 | Slovenia      | 17-25, 25-21, 19-25, 25-16, 15-12 |
| 22 settembre 2023 Atlas Arena, Łódź Durata: 2h:01 - Spettatori: 111    | Colombia      | 3 - 2 | Corea del Sud | 25-12, 14-25, 20-25, 25-20, 15-9  |
| 22 settembre 2023 Atlas Arena, Łódź Durata: 1h:29 - Spettatori: 374    | Thailandia    | 3 - 0 | Slovenia      | 25-21, 25-23, 25-18               |
| 22 settembre 2023 Atlas Arena, Łódź Durata: 2h:06 - Spettatori: 7 929  | Polonia       | 3 - 2 | Germania      | 20-25, 27-25, 25-21, 22-25, 15-12 |
| 22 settembre 2023 Atlas Arena, Łódź Durata: 1h:46 - Spettatori: 2 132  | Italia        | 1 - 3 | Stati Uniti   | 19-25, 25-23, 21-25, 18-25        |
| 23 settembre 2023 Atlas Arena, Łódź Durata: 2h:04 - Spettatori: 385    | Colombia      | 2 - 3 | Slovenia      | 17-25, 25-19, 26-24, 18-25, 11-15 |
| 23 settembre 2023 Atlas Arena, Łódź Durata: 1h:06 - Spettatori: 946    | Thailandia    | 3 - 0 | Corea del Sud | 25-14, 25-16, 25-16               |
| 23 settembre 2023 Atlas Arena, Łódź Durata: 1h:51 - Spettatori: 10 101 | Polonia       | 3 - 1 | Stati Uniti   | 27-25, 16-25, 25-23, 25-16        |
| 23 settembre 2023 Atlas Arena, Łódź Durata: 1h:13 - Spettatori: 4 282  | Italia        | 3 - 0 | Germania      | 25-20, 25-22, 25-15               |
| 24 settembre 2023 Atlas Arena, Łódź Durata: 1h:16 - Spettatori: 247    | Corea del Sud | 0 - 3 | Slovenia      | 13-25, 20-25, 23-25               |
| 24 settembre 2023 Atlas Arena, Łódź Durata: 1h:55 - Spettatori: 444    | Thailandia    | 3 - 1 | Colombia      | 25-19, 20-25, 25-23, 28-26        |
| 24 settembre 2023 Atlas Arena, Łódź Durata: 1h:40 - Spettatori: 3 941  | Stati Uniti   | 3 - 1 | Germania      | 24-26, 25-21, 25-9, 25-16         |
| 24 settembre 2023 Atlas Arena, Łódź Durata: 1h:43 - Spettatori: 8 242  | Polonia       | 3 - 1 | Italia        | 15-25, 26-24, 25-23, 25-21        |

#### Classifica
| Pos | Squadra       | Pt | G | V | P | SV | SP | Ratio | PF  | PS  | Ratio |
| --- | ------------- | -- | - | - | - | -- | -- | ----- | --- | --- | ----- |
| 1.  | Stati Uniti   | 18 | 7 | 6 | 1 | 18 | 19 | 2,714 | 626 | 474 | 1,320 |
| 2.  | Polonia       | 18 | 7 | 6 | 1 | 18 | 20 | 2,500 | 644 | 573 | 1,123 |
| 3.  | Italia        | 15 | 7 | 5 | 2 | 15 | 17 | 2,428 | 572 | 480 | 1,191 |
| 4.  | Thailandia    | 11 | 7 | 4 | 3 | 11 | 13 | 1,083 | 538 | 549 | 0,979 |
| 5.  | Germania      | 11 | 7 | 4 | 3 | 11 | 15 | 1,071 | 624 | 621 | 1,004 |
| 6.  | Slovenia      | 6  | 7 | 2 | 5 | 6  | 9  | 0,529 | 510 | 574 | 0,888 |
| 7.  | Colombia      | 3  | 7 | 1 | 6 | 3  | 7  | 0,350 | 520 | 623 | 0,834 |
| 8.  | Corea del Sud | 2  | 7 | 0 | 7 | 2  | 6  | 0,285 | 488 | 628 | 0,777 |

      Qualificata ai Giochi della XXXIII Olimpiade.

## Verdetti
| Squadra         | Rosa | Posizione       |
| --------------- | --- | --------------- |
| Brasile         | 2 Alecrim, 3 Costa, 5 Daroit, 6 de Menezes, 7 Montibeller, 9 Ratzke, 10 G. Guimarães, 11 Basso, 14 de Araújo, 15 A.C. da Silva, 16 do Nascimento, 17 Bergmann, 19 Santos, 21 Rios, CT J. Guimarães         | 2ª nel girone B |
| Polonia         | 1 Stenzel, 5 Kąkolewska, 6 Ganszczyk, 7 Bociek, 9 Stysiak, 10 Fedusio, 11 Łukasik, 12 Szczygłowska, 14 Wołosz, 15 Czyrniańska, 26 Wenerska, 27 Pacak, 30 Różański, 95 Jurczyk, CT Lavarini                 | 2ª nel girone C |
| Rep. Dominicana | 1 Arias, 3 Eve, 4 Peralta, 5 Castillo, 6 Rodríguez, 7 Marte, 11 Ge. González, 15 Guillén, 16 Peña, 18 de la Cruz, 20 B. Martínez, 21 J. Martínez, 23 Ga. González, 25 L. Martínez, CT Kwiek                | 1ª nel girone A |
| Serbia          | 1 Buša, 2 Lazović, 5 Popović, 8 Mirković, 9 Uzelac, 10 Ognjenović, 11 Kurtagić, 12 Pušić, 13 Bjelica, 14 Aleksić, 15 Stevanović, 16 Jegdić, 18 Bošković, 22 Lozo, CT Guidetti                              | 2ª nel girone A |
| Stati Uniti     | 4 Wong-Orantes, 5 Frantti, 6 Hentz, 7 Carlini, 10 Larson, 11 Drews, 12 Thompson, 15 Washington, 16 Rettke, 22 Plummer, 23 Robinson, 24 Ogbogu, 27 Skinner, 28 Evans, CT Kiraly                             | 1ª nel girone C |
| Turchia         | 1 Örge, 2 Aköz, 3 Özbay, 4 Vargas, 5 Aykaç, 6 Akman, 7 Baladin, 11 Cebecioğlu, 12 Şahin, 14 Erdem, 18 Güneş, 19 Kalaç, 22 Aydın, 99 Karakurt, CT Santarelli                                                | 1ª nel girone B |
| Argentina       | 1 Vera, 3 Nizetich, 4 Nosach, 5 Salinas, 7 Mercado, 9 Cugno, 10 Bulaich, 12 Rizzo, 13 Farriol, 14 Mayer, 15 Fortuna, 17 Herrera, 19 Graff, 20 Pelozo, CT Castellani                                        | 5ª nel girone B |
| Belgio          | 2 Van Sas, 4 Lemmens, 7 Van Gestel, 9 Demeyer, 10 Martin, 12 Krenicky, 13 Janssens, 15 Van de Vyver, 17 Cos, 18 Rampelberg, 19 Van Avermaet, 21 Stragier, 22 Koulberg, 23 Debouck, CT Vansnick             | 6ª nel girone B |
| Bulgaria        | 5 Jordanova, 6 Paskova, 8 Barakova, 9 Bečeva, 11 Krivošijska, 13 Paškuleva, 14 Săjkova, 17 Marinova, 21 Stoyanova, 22 Koeva, 24 Guncheva, 26 Dokova, 27 Dudova, 30 Angelova, CT Micelli                    | 7ª nel girone B |
| Canada          | 3 Van Ryk, 4 Savard, 5 Murmann, 6 White, 8 Ogoms, 9 Gray, 11 Mitrovic, 13 O'Reilly, 14 Howe, 15 Joseph, 17 Jost, 19 Maglio, 21 Heppell, 26 Pelland, CT Winzer                                              | 3ª nel girone A |
| Cina            | 1 Yuan, 3 Diao, 4 Yang, 5 Gao, 6 Gong, 7 Wang Y.y., 10 Wang Y.l., 11 Zhong, 12 Li, 14 Zheng, 16 Ding, 17 Ni, 18 Wang M.j., 21 Wu, CT Bin                                                                   | 4ª nel girone A |
| Colombia        | 3 Segovia, 4 Pascua, 5 Olaya, 8 Zapata, 9 Ospino, 10 Toro, 12 Cuartas, 13 Gómez, 15 Marín, 20 Coneo, 21 Manco, 23 Murillo, 26 Lucumi, 27 Ramírez, CT Rizola                                                | 7ª nel girone C |
| Corea del Sud   | 2 Lee J.a., 5 Kim D.i., 6 Park E.j., 7 Kim J.w., 8 Kim Y.y., 12 Moon J.w., 13 Park J.g., 14 Lee D.h., 15 Lee S.w., 17 Jung, 19 Pyo, 23 Kwon, 28 Lee H.b., 97 Kang, CT Hernández                            | 8ª nel girone C |
| Germania        | 2 Kästner, 3 Cesar, 4 Pogany, 6 Stautz, 9 Alsmeier, 10 Stigrot, 14 Schölzel, 16 Cekulaev, 17 Weihenmaier, 20 Drewniok, 21 Weitzel, 22 Strubbe, 23 Straube, 25 Maase, CT Heynen                             | 5ª nel girone C |
| Giappone        | 2 Hayashi, 3 Koga, 4 Ishikawa, 6 Seki, 9 Watanabe, 10 Inoue, 11 Yamada, 12 Fukudome, 17 Tanaka, 21 Matsui, 23 Miyabe, 24 Irisawa, 29 Nishimura, 37 Wada, CT Manabe                                         | 3ª nel girone B |
| Italia          | 1 Lubian, 2 Degradi, 3 Villani, 4 Bosio, 7 Fersino, 11 Danesi, 14 Pietrini, 15 S. Nwakalor, 17 Sylla, 19 Squarcini, 20 Parrocchiale, 23 Gennari, 24 Antropova, 34 L. Nwakalor, CT Mazzanti                 | 3ª nel girone C |
| Messico         | 1 Martínez, 3 Soto, 4 Rodríguez, 6 Castro, 9 Vela, 11 Urías, 12 Landeros, 15 Rivera, 16 Muñoz, 20 Topete, 25 Flores, 30 Márquez, CT Negro                                                                  | 8ª nel girone A |
| Paesi Bassi     | 1 Knip, 4 Plak, 5 Knollema, 7 Lohuis, 10 van Aalen, 12 Bongaerts, 14 Dijkema, 16 Baijens, 18 Jasper, 19 Daalderop, 23 Timmerman, 25 Reesink, 26 Dambrink, 33 Marring, CT Koslowski                         | 5ª nel girone A |
| Perù            | 2 de la Peña, 3 Rodriguez, 4 Guerrero, 6 Vigil, 7 Ayme, 10 Patiño, 12 Muñoz, 13 Rojas, 14 Montes, 15 Ortiz, 17 Yabar, 18 Y. Sánchez, 19 Almeida, 21 E. Sánchez, CT Hervás                                  | 8ª nel girone B |
| Porto Rico      | 1 Fuentes, 2 Venegas, 3 Vázquez, 5 Rivera, 8 Rojas, 11 Abercrombie, 12 Ortiz, 16 Santiago, 17 Cestero, 18 Hernández, 20 Cerame, 21 Victoriá, 23 Vélez, CT Morales                                          | 4ª nel girone B |
| Rep. Ceca       | 2 Hodanová, 4 Pavlová, 7 Bukovská, 8 Koulisiani, 9 Digrinová, 10 Valková, 11 Dostálová, 12 Kneiflová, 14 Kolářová, 16 Mlejnková, 19 Pelikánová, 22 Orvošová, 25 Brancuská, 61 Havelková, CT Athanasopoulos | 7ª nel girone A |
| Slovenia        | 1 Mlakar, 3 Pogačar, 4 Pucelj, 5 Lorber Fijok, 8 Zatkovič, 9 Šiftar, 10 Najdič, 11 Velikonja, 13 Milošič, 15 Mazej, 18 Planinšec, 19 Kukman, 20 Banko, 27 Ramić, CT Bonitta                                | 6ª nel girone C |
| Thailandia      | 1 Srithong, 2 Pannoy, 3 Guedpard, 5 Nuekjang, 12 Bamrungsuk, 13 Tomkom, 16 Kokram, 17 Janthawisut, 18 Kongyot, 19 Moksri, 21 Sooksod, 29 Thanapan, 30 Nahuanong, 99 Bundasak, CT Sriwacharamaytakul        | 4ª nel girone C |
| Ucraina         | 1 Milenko, 2 Karpec', 4 Lutsenko, 6 Nemceva, 7 Lidiaieva, 9 Oliinyk, 14 Velykokon', 16 Maievska, 17 Khober, 19 Danchak, 23 Dymar, 24 Černucha, 26 Kotar, 29 Kodola, CT Petkov                              | 6ª nel girone A |

|  | Qualificata al Giochi della XXXIII Olimpiade. |